# باغ سراپرده
این گونه از باغ‌های گسترده در زمان حمله مغول به ایران رواج پیدا کرد. علاقه ایلخانان مغول به استقرار در مناطق سرسبز طبیعی باعث شد ایشان سراپرده و چادرهایی را در این مناطق برپا سازند. این موضوع موجب شد تا در زمان تیموریان نیز حتی هنگام ساخت باغ‌هایی بر اساس طرح باغ‌های گسترده ایران ، در هرات و سمرقند حتی برای زمان استقرار دائم در این شهرها ، عناصر چادر و سراپرده در این باغ‌ها جایگزین عنصر کوشک شده و در محوطه باغ برپا شود. به دلیل ناپایداری عنصر چادر در طول زمان آثار کالبدی از آن‌ها به جای نمانده‌است. اما اسنادی از این گونه در تصاویر نگارگری‌ها و سفرنامه‌ها باقی مانده، به عنوان نمونه کلاویخو گزارش مفصلی از سراپرده تیمور در این باغ‌ها ارائه کرده و همچنین این گونه از باغ‌ها در دوره صفویه نیز رواج داشت.غالبا برای اسکان موقت لشکریان مورد استفاده قرار می گرفته‌است و کارکرد سکونتی/نظامی داشته‌است. در دوره صفوی  ساخت طرح باغ چادر تداوم یافت، باغ خرگاه که در ابتدای چهارباغ قرار داشت یکی از این باغ‌ها بوده که جایگاه تداوم لشکریان و ملازمان شاه بوده و هر زمان شاه به همراه آن‌ها از دروازه این باغ برای گردش در چهارباغ حرکت می‌کرده‌است. همچنین در برخی سفرنامه‌ها اشاره شده که برپایی خیمه و خرگاه در دیگر باغ‌ها نیز متداول بوده و چادرهایی جداگانه با تزیینات مفصل به عنوان حرم سرای برای استقرار زنان دربار برپا می شده‌است.